# Apollo Theatre

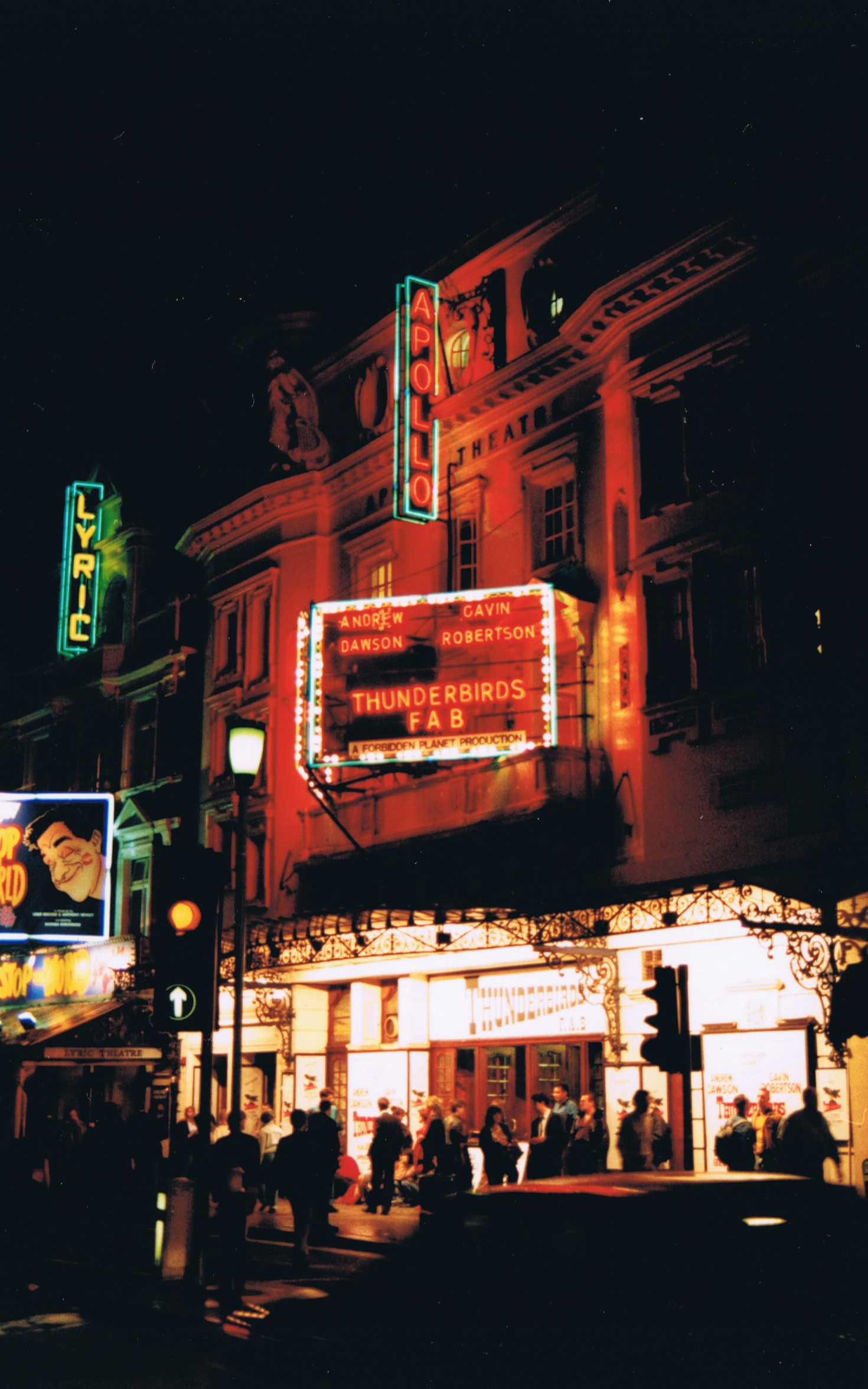
L'Apollo Theatre de Westminster (Londres)

L'Apollo Theatre és un teatre del West End, a Shaftesbury Avenue a la Ciutat de Westminster. Dissenyat per l'arquitecte Lewin Sharp, obria les seves portes el 21 de febrer 1901 amb la comèdia musical americana The Belle of Bohemia. L'Apollo Theatre va ser renovat per Schaufelberg el 1932. Disposa de 796 seients.